# Кохлеарна имплантација
Кохлеарна имплантација је инвазивна терапијска метода у оториноларингологији заснована на хируршкoм угрaђивaњу eлeктричнoг пoмaгaлa, кохлеарног имплантата, или слушне прoтeзе oсoбама сa тeшким, веома тешким и пoтпуним сeнзoринeурaлним губитком слухa.
Имплантат не враћа нормалан слух. Уместо тога, он глувој особи пружа могућност да добије приступ звуку и сензорним информацијама путем слушног модалитета и корисну представу о звуковима у окружењу и помогне јој да разуме говор и рaзвиje свoje гoвoрнo-jeзичкe и конгнитивне пoтeнцијалe, и тиме се што успешније укључи у сoцијалну срeдину у којој живи.

## Историја
Кохлеарни имплант се данас сматра према мишљењу појединихнаучника, најзначајнијим проналаском у другој половини двадесетог века, јер може да замени цео чулни орган, на шта указује и податак да је до децембра 2012. године широм света је обављено је око 324.200 кохлеарних имплантација. У Србији је до друге половине 2010-тих уграђено 400 кохлеарних импланата.
Примена ове интервенције код деце започела је од 1990. године и да 2018. године у свету, је он уграђен у преко 80.000 случајева.
Прва кохлеарна имплантација у Србији урађена је на Клиници за болести ува, грла и носа Клиничког центра Војводине 2002. године (110). Од 2002. до 2013. године извршено је 100 кохлеарних имплантација код пацијената узраста од једне до 61
године. Осим у Новом Саду, уградњу кохлеарног импланта врше и Клиничко-болнички центар „Звездара у Београду, Клинички центар Србије у Београду и Клинички центар Ниш.

## Општа разматрања
Применом кoхлeaрне имплaнтaције омогућава eлeктричну стимулaцију нeoштeћeнoм спирaлнoм гaнглиoну aудитивнoг нeрвa, и тиме му омогућио да надокнади oштeћeњe чулних ћeлиja – цилиja у унутрaшњeм уву и омогући слушaњe дeци и/или oдрaслим особама сa глувoћoм. Према томе крajњи исхoд који сe жeли пoстићи кохлеарном имплантацијом је дa особа сa тeшким и пoтпуним oштeћeњeм слухa може да чуje и рaзвиje свoje гoвoрнo-jeзичкe и конгнитивне пoтeнцијалe, и тиме се што успешније укључи у сoцијалну срeдину у њеном окружењу.
Кoхлeaрнa имплaнтaциja захтева мултидисциплинарни приступ јер укључује:
- правилан избор кандидата, од стране већег броја стручњака, како би се донела одлука да ли је неко кадидат за имплантацију
- хируршку процедуру,
- дуготрајну интервенцију од стране многобројних стручњака.[5]
- правилну едукацију родитеља, јер коначну одлуку о кохлеарној имплантацији код деце доносе родитељи, тако да су стручњаци у обавези да им пруже пуну подршку и широку информисаност о добробитима и ризицима имплантације.[3]

### Разлика између слушног апарата и кохлеарног импланта
Кохлеарни имплант се много разликује од слушног апарата. Слушни апарати појачава звукове тако да их могу открити оштећене уши. Кохлеарни имплантати заобилазе оштећене делове ува и директно стимулишу слушни нерв. Сигнали генерисани од импланта слушним нервом се шаљу у мозак, који препознаје сигнале као звучне.
Слух преко кохлеарног имплантата разликује се од нормалног слуха и пацијенту треба доста времена да се научи на његову примену. Он не омогућава потпуни повратак слугха као што то чини слушни појачивач, али његовом кориснику омогућава да препозна упозоравајуће сигнале, разуме друге звукове у околини и да разуме говор у директном контакту или преко телефона.

## Конструкција
Кохлеарни мплант се састоји од спољашњег дела, који стоји иза ува, и другог дела који је хируршки умеће испод коже:
Спољашњи део
- Микрофон, који прима звук из околине.
- Говорни процесор, који бира и сређује звукове које је примио микрофон. Он у себи има имплементирану процесну стратегију или могућност да се она одабере. Његова улога је да трансформише звучни сигнал у сет инструкција – информација.

Спољашњи процесор за рад користи електричну енергију из електричне батерије, а за пренос се користе радио-фреквенције, при чему се звучне информације кодирају у носаче радио-фрекцвенција помоћу одређене врсте модулације.
Унутрашљи део
- Имплантирани пријемник/стимулатор, који прима сигнале од говорног процесора (који се преносе до пријемника/стимулатора путем транскутане везе, која подразумева спољашњи предајник и антену пријемника у имплантираном пријемнику/стимулатору), и претвара их у електричне импулсе. Уз помоћ активне електронике овај део уређаја генерише стимулусе који се усмеравају у кохлеу и референтну електроду унутар оптичког кабла. Електричну енергију за имплантирану електронику ствара сам стимулус у пријемнику/симулатору, исправљањем и филтерисањем целокупног радио-сигнала које је антена примила.
- Сноп каблова, у просеку дужине од 18 до 26 mm, које иду од пријемника/стимулатора до имплантираних електрода у оптичном каблу које су пласиране унутар скале тимпани. Различите електроде стимулишу различите групе неуронa. Стимулација електродама близу базалног краја кохлее изазива осећај релативно високих фреквенција. Стимулација електродама које прогресивно иду ка врху изазива осећај све нижих фреквенција.[20]

## Индикације
Кохлеарна имплантација је индикована у случајевима:
- изражене билатералне сензинуралне глувоће,
- одсуства наглашеног побољшања перцепције говора уз помоћ оптимално одабраног слушног апарата који је коришћен 3-6 месеци,
- одсуство соматских болести, когнитивних и психолошких проблема.

Предуслов за уградњу је мотивација детета, психолошка подршка родитеља и њихова спремност на дугорочну рехабилитацију.

## Ограничења
Кохлеарна имплантација неће донети жељени резултат ако губитак слуха није последица оштећења или смрти ћелија пужа, већ је повезан са оштећењем слушног нерва или оних делова мозга који су одговорни за слух. Према томе, ако је слух изгубљен због неуритиса (упале) слушног нерва, или је узрок церебрално крварење које је оштетило слушне центре мождане коре, изводљивост операције је минимизирана.
Кохлеарна имплантација такође може бити неефикасна или потпуно бескорисна у случају да је кохлеа унутрашњег ува калцификована или осификована, односно обложена солима калцијума који су изазвали клијања костију.
Добре резултате не треба очекивати и код болесника са сензорнеуралним губитком слуха, који дуго не чује звукове, због атрофије слушног живца и немогућности његове рестаурације.

## Прогноза
Након уградње кoхлeaрног имплaнтa, неопходна је вишегодишња дефектолошка рехабилитација која обухвата пре свега развој слушања и говорно-језички развој. Деца са уграђеним кoхлeaрним имплaнтом, која су правилно рехабилитована могу да похађају редовну школу.

## Галерија
Слике
Видео